# Conus mutabilis
Conus mutabilis é uma espécie de gastrópode do gênero Conus, pertencente à família Conidae.